# Grania trichaeta
Grania trichaeta är en ringmaskart som beskrevs av Clara Octavia Jamieson 1977. Grania trichaeta ingår i släktet Grania och familjen småringmaskar. Inga underarter finns listade i Catalogue of Life.